# Deflator PKB
Deflator PKB – indeks zmiany wszystkich cen w gospodarce, który jest obliczany jako relacja między PKB w cenach nominalnych (bieżących) a PKB w cenach stałych (z wybranego okresu).

## Opis
Deflator PKB pozwala stwierdzić, czy w ciągu roku nastąpił realny wzrost, czy spadek produktu krajowego brutto. Nominalny PKB zawiera zarówno ilość dóbr i usług wytworzonych w gospodarce w danym okresie, jak i ceny, a realny odzwierciedla wyłącznie wielkość produkcji. Dzieląc nominalny PKB przez realny PKB, czyli wyrażony w cenach roku bazowego i mnożąc otrzymany iloraz przez 100, otrzymuje się deflator PKB zgodnie ze wzorem:
{\displaystyle {\text{deflator}}={\frac {{\text{PKB}}_{\text{nominalny}}}{{\text{PKB}}_{\text{realny}}}}\cdot 100}
Deflator PKB mierzy bieżący poziom cen w stosunku do poziomu cen roku bazowego. Przykładowo w 2003 r. nominalny i realny PKB wyniósł 200 euro, a zatem deflator dla tego roku był równy 100. W 2004 r. nominalny PKB wyniósł 600 euro, a realny PKB – 350 euro, a więc deflator PKB dla tego roku wyniósł 171. Oznacza to, że ogólny poziom cen podniósł się o 71 punktów procentowych w badanym okresie.
Deflator oparty na wydatkach to indeks cen, w którym udziałom poszczególnych dóbr i usług w wydatkach (a nie w produkcji) przypisuje się odpowiednie wagi. Do jego obliczania wykorzystuje się ceny towarów importowanych, a nie eksportowanych.